# Casa Broglia
La Casa Broglia, nota anche come ex "Albergo Corona Grossa" (Cà 'd Monsù Breuja o Oberge dla Coron-a Gròssa in piemontese), è un edificio storico di Torino. 
Di grande valore documentario, rappresenta una delle rare testimonianze dell'epoca medievale della città.

## Storia
Notizie certe dell'edificio (casa forte) si hanno da una denuncia catastale del 1323 a nome di Pietro Broglia, della famiglia medioevale Broglia dei Gribaldenghi di Chieri, nobile famiglia chierese. Nel XIX sc. fu acquistata dai Tavella di Fiumet (v.Casa Tavella, Museo di Torino) che di seguito adibirono l'immobile ad albergo, noto come Hospicium (consorzio fra i nobili) Signi Coronæ .
 La sua posizione strategica, poco distante dal castello (fu scuderia dei principi d`Acaja), dalla piazza delle Erbe e dal vicino Duomo, ne fece un importante riferimento del cuore economico della Torino medievale: su uno degli angoli dell'edificio si suppone venissero infatti affissi gli ordini e i bandi cittadini.
Dai documenti catastali si desume che l'edificio disponeva di locali adibiti a scuderia, nonché la possibilità di offrire vitto e alloggio con un idoneo corredo da letto. Queste, per l'epoca, erano preziose caratteristiche che distinguevano il noto Hospicium Signi Coronæ da una semplice e malsana locanda. Secondo notizie e documenti dell'epoca, l'albergo fu sede adeguata per ospitare abitualmente delegati e ambasciatori in visita presso la corte sabauda. L'attività ricettiva fu costante e si hanno notizie dell'"Albergo Corona Grossa" fino alla metà del XIX secolo.
Nel 1880 l'edificio fu interessato da un intervento di restauro compreso nell'ampio progetto di recupero di Riccardo Brayda. Dall'inizio del novecento l'edificio fu proprietà della famiglia Enrico (Enrico Serafino vini & spumanti) e fu riconvertito ad uso residenziale nei piani superiori e le arcate sottostanti chiuse da ampie vetrate, destinandole ad ospitare attività commerciali.

## Descrizione
Attentamente restaurata a fine Ottocento, Casa Broglia conserva ancora l'impianto del XVI secolo ed è caratterizzata dalla posizione angolare, che ripartisce la facciata principale in tre prospetti. Sviluppato su quattro piani fuori terra, l'edificio presenta ampie arcate a sesto acuto ribassato al piano stradale, testimonianza della vocazione prettamente commerciale della struttura. I relativi piani sono scanditi da pronunciate cornici marcapiano in cotto e, sul prospetto centrale, troneggiano le ampie finestre a crociera, riccamente decorate dalle eleganti modanature. Perduta la planimetria originaria dell'albergo, l'edificio fu convertito ad uso abitativo ma il primo piano conserva ancora il soffitto ligneo originale, come accertato dal Brayda. Sopra il portale d'ingresso si può notare una ricca cornice in cotto che, con tutta probabilità, conteneva una pittura quattrocentesca irrimediabilmente perduta nel XIX secolo.